# نمر حماد
نمر حمّاد (1941 - 29 سبتمبر 2016) كان المستشار السياسي للرئيسين الفلسطينيين ياسر عرفات ومحمود عباس.

## عن حياته
ولد في قرية الكويكات في عكا عام 1941. عمل سابقًا كسفير لفلسطين لدى إيطاليا، وقد عمل كمستشار سياسي لرئيس السلطة الفلسطينية الأسبق ياسر عرفات، واستمر في نفس المنصب حتى وفاته. عينه الرئيس الفلسطيني محمود عباس بموجب مرسوم عام 2008، للإشراف على المؤسسات الإعلامية التابعة للرئاسة وهي: الهيئة العامة للاستعلامات، ووكالة الأنباء الفلسطينية (وفا)، وهيئة الإذاعة والتلفزيون. 

## وفاته
توفي حماد في بيروت في 29 سبتمبر 2016، وتم تشييع جثمانه في مقبرة الشهداء ببيروت.